# Brooks Wackerman
Brooks Wackerman (n. 15 februarie 1977, Long Beach, California, SUA) este un muzician și compozitor american. El este în prezent bateristul pentru trupele americane de heavy metal, Avenged Sevenfold și Mass Mental. El este fostul baterist al trupelor: Bad Religion, Suicidal Tendencies, Infectious Grooves și Tenacious D. Brooks este fratele mai mic al lui Chad Wackerman, muzician la sesiune și fostul baterist al trupelor: Allan Holdsworth și Frank Zappa. 

## Tinerețe și cariera
Wackerman și-a început cariera muzicală în adolescență cu un grup numit Bad4Good în 1991. Sub îndrumarea lui Steve Vai, trupa a lansat un album în 1992 numit: "Refugee", produs de Vai însuși. Cu toate acestea, trupa s-a desființat la scurt timp după.

### Infectious Grooves (1993–2000)
Din 1993 până în 2000, Wackerman a fost membru al trupei Infectious Grooves, cântând la baterie pe albumele "Groove Family Cyco" din 1994 și "Mas Borracho" din 2000, precum și în turnee cu formația. La scurt timp după plecarea sa, a cântat la baterie pentru albumul trupei Vandals, "Look What I Almost Stepped In ...." din 2000.

### Suicidal Tendencies (1996–2001)
Wackerman a fost membru al trupei, Suicidal Tendencies din 1996 până în 2001, cântând la baterie pe albumele "Six the Hard Way" din 1998, "Freedumb" din 1999 și "Free Your Soul and Save My Mind" din 2000. A părăsit trupa pentru a se alăture trupei Bad Religion în 2001.

### Bad Religion (2001-2015)
În 2001, a devenit baterist pentru trupa Bad Religion, înlocuindu-l pe Bobby Schayer, care a părăsit trupa din cauza unei răni la umăr. A apărut pe cinci albume cu ei ("The Process of Belief", "The Empire Strikes First", "New Maps of Hell", "The Dissent of Man" și "True North"), precum și în cântecele lor de Crăciun din 2013. 
Pe 27 octombrie 2015, Brooks a părăsit trupa Bad Religion, după ce a decis că a venit timpul să urmeze o altă cale. În momentul plecării lui, Wackerman a fost cel mai mult timp în Bad Religion, depășindu-l pe Bobby Schayer, care a fost în trupă timp de zece ani. El a fost, de asemenea, cel mai tânăr membru al trupei, toți ceilalți membri fiind cu aproximativ 10 ani mai bătrâni decât el. Wackerman a fost înlocuit de Jamie Miller.

### Tenacious D (2006–2015)
În 2006, pentru turneul "The Pick of Destiny", Wackerman a fost selectat ca și baterist pentru trupa Tenacious D, datorită lucrării sale anterioare pe albumul "Look What I Almost Stepped In ..." al trupei Vandals, în care atât Jack Negre cât și Kyle Gass au venit. El va continua să cânte pentru Tenacious D la diverse festivaluri, precum și să susțină concerte de act și beneficii pe parcursul anilor 2008 - 2011. În 2012, Wackerman a cântat din nou cu Tenacious D în turneul lor "Rize of the Fenix", unde a primit porecla "Thunderskin" de la Jack Black pentru amuzament, făcând apariții la emisiunile: "Late Show with David Letterman", "Late Night with Jimmy Fallon", "The Tonight Show with Jay Leno" și "The Daily Show with Jon Stewart". De asemenea, a cântat și la Festivalul Rock am Ring din 2012. Wackerman a apărut, de asemenea, în videoclipurile muzicale pentru piesele lor Roadie și Rize of the Fenix. În 2012, el va cânta în Tenacious D Jazz EP și în albumul lor live din 2015, "Tenacious D Live".

### Avenged Sevenfold(2015-prezent)
Pe 4 noiembrie 2015, a fost dezvăluit că Wackerman este noul baterist pentru trupa Avenged Sevenfold. Brooks a lucrat cu trupa cu un an înainte de anunțul oficial, deoarece trupa a vrut să se "potrivească" cu noul baterist. Ca și bateristul anterior, Arin Ilejay, dar spre deosebire de ceilalți membri ai trupei, el nu are în prezent un nume de scenă. Primul său album cu trupa a fost lansat în octombrie 2016, acesta fiind: The Stage, care a prezentat stilul său progresiv de tambur, adesea folosind lovituri rapide cu dublu-bass și blastică.

## Alte proiecte
Alături de Terry Bozzio, Wackerman a contribuit la baterie și percuție pentru albumul fără titlu al lui Korn. El este frontman-ul pentru Hot Potty. Wackerman este și bateristul pentru grupul Innocent, o trupă thrash cu basistul Ryan Sinn (fostul basist al trupelor Angels & Airwaves și Distillers), vocalistul Branden Schieppati (Bleeding Through) și chitaristul Dave Nassie (No Use for a Name). În martie 2008, Wackerman s-a alăturat celui mai nou proiect solo al trupei Korn, cel mai experimentat producător de muzică, "Munky" Shaffer, experimental, formația rock Fear și sistemul nervos, împreună cu vocalistul Steve Krolikowski (Repeater), Billy Gould (Faith No More) și Zac Baird (Korn, Billy Goat). Brooks a cântat, de asemenea, la baterie pentru Avril Lavigne. Brooks i-a luat locul lui Travis Barker în timpul turneului lui Blink-182 din Australia în anul 2013, în cadrul festivalului Soundwave, precum și cu părțile laterale ale acestora. Brooks a fost angajat să înregistreze bateria pe fostul album solo de debut al lui Tom DeLonge "To The Stars", care a apărut pe piesa New World. Wackerman a întâlnit anterior Kidneys alături de colegul său, membru al trupei Tenacious D, John Spiker. Inițial, fratele său, John Wackerman, a cântat cu Kidneys, dar mai târziu el va fi înlocuit de Todd Hennig (Death By Stereo). Albumul cu un singur titlu a fost lansat în anul 2007, iar un alt album în anul 2012, intitulat "Hold Your Fire", este disponibil pentru descărcarea digitală. Trupa s-a destrămat în anul 2012.

## Discografie
Cu Avenged Sevenfold
- Jade Helm Score pentru Call of Duty: Black Ops III (2015)
- The Stage (2016)
- The Stage Deluxe Edition (2017)
- Mad Hatter (single) pentru Call of Duty: Black Ops IV (2018)

Cu Mass Mental
- How To Write Love Songs (1999)

Cu Bad Religion
- The Process of Belief (2002)
- The Empire Strikes First (2004)
- New Maps of Hell (2007)
- The Dissent of Man (2010)
- True North (2013)
- Christmas Songs (2013)

Cu Tenacious D
- Jazz (2012)
- Tenacious D Live (2015)

Altele
- Bad4Good – Refugee (1992)
- Infectious Grooves – Groove Family Cyco (1994)
- Glenn Tipton – Baptizm of Fire (1997)
- Suicidal Tendencies – Freedumb (1999)
- Infectious Grooves – Mas Borracho (2000)
- Suicidal Tendencies – Free Your Soul and Save My Mind (2000)
- The Vandals – Look What I Almost Stepped In (2000)
- Avril Lavigne – Under My Skin (2004)
- Korn – Untitled (2007)
- Kidneys – Kidneys (2007)
- Fear and the Nervous System – Fear and the Nervous System (2011)
- Kidneys – Hold Your Fire (2012)
- Farmikos – Farmikos (2014)
- Tom DeLonge - To the Stars... Demos, Odds and Ends (2015)
- Big Talk - Straight In No Kissin' (2015)

## Legături externe
- Official Twitter page